# 三雄工芸
株式会社三雄工芸（さんゆうこうげい）は、日本の企業。シルバーアクセサリーや高級ジュエリーのメーカーである。この記事は関係者が宣伝広告目的で作成したものであり、中立的な観点で書き直す必要がある。

## 概要
キャスト（鋳造）から石留め、研磨、最終仕上げまですべての工程を一貫して行うジュエリーの製造工場。現在では、シルバーアクセサリー、ゴールド・プラチナといった高級ジュエリーはもちろん、ステンレスを使ったアクセサリー、プレス製品、機械加工、ラバーキャスト、樹脂やアクリル素材のアクセサリー等、多種多様な加工法・営業品目でOEMに携わっている。また、自社のオリジナル商品の企画・製造・販売も行っている。

### 企業概要
- 本社：新潟県見附市今町5丁目2-33
- 社長：平沢和雄（創業者）

## 沿革
1980年、新潟県長岡市で創業。社員数名でのスタートだった。
- 1980年 - 平沢和雄により創業。シルバーアクセサリーのOEM生産を開始。
- 1983年 - 新潟県見附市今町5丁目に移転。
- 1989年 - 法人化し、株式会社三雄工芸を設立。
- 1998年 - 新社屋へ移転。
- 2008年 - 国際宝飾展においてオリジナルブランド「BeauBijou」（ボービジュ）を発表。
- 2010年 - 国際宝飾展においてオリジナルブランド「LOVE OF DESTINY」（ラブ・オブ・デスティニー）を発表。

## 主なブランド
- BeauBijou
- LOVE OF DESTINY